# محمية بحيرة بالينا الوطنية
محمية لاغو بالينا الوطنية أو محمية بحيرة بالينا الوطنية هي محمية وطنية تقع في منطقة لوس لاغوس في تشيلي.